# 有働夢叶
有働 夢叶（うどう しゅうと、2002年12月8日 - ）は、京都府出身のプロサッカー選手。Jリーグ・大分トリニータ所属。ポジションはフォワード。

## 来歴

### プロ入り前
奈良YMCA.SCおよび興國高等学校在籍時、そして中京大学進学直後まではサイドバック、ウイングバックなどで主にプレー。1年目の途中にサイドハーフへコンバートされた事をきっかけに出場機会を増やすと、2年目の4月に、当時エースストライカーを務めていた碓井聖生が選抜での活動によりチームを離脱した際に、代役に指名されフォワードにコンバートされた。碓井の復帰後も同ポジションでレギュラー争いを繰り広げると、2022年度のインカレにおいて碓井の怪我により1トップの座を掴み、チームのベスト8進出に貢献した。
3年次への進級を控えた2023年2月、大分トリニータへの2025年からの加入内定が発表された。同年6月から翌2024年シーズンにかけて特別指定選手として大分に選手登録され、公式戦13試合に出場した。

### 大分トリニータ
2025年、大分に正式加入。J2開幕戦・北海道コンサドーレ札幌戦の先発メンバーに名を連ねると、1点リードで迎えた後半39分にJリーグ初得点を記録し、勝利に貢献した。

## 所属クラブ
- 山田荘SC
- 奈良YMCA.SC
- 2018年 - 2020年 興國高等学校
- 2021年 - 2024年 中京大学
  - 2023年6月 - 2024年 大分トリニータ（特別指定選手）
- 2025年 - 大分トリニータ

## 個人成績
| 国内大会個人成績 | 国内大会個人成績 | 国内大会個人成績 | 国内大会個人成績 | 国内大会個人成績 | 国内大会個人成績 | 国内大会個人成績 | 国内大会個人成績 | 国内大会個人成績 | 国内大会個人成績 | 国内大会個人成績 | 国内大会個人成績 |
| 年度             | クラブ           | 背番号           | リーグ           | リーグ戦         | リーグ戦         | リーグ杯         | リーグ杯         | オープン杯       | オープン杯       | 期間通算         | 期間通算         |
| 年度             | クラブ           | 背番号           | リーグ           | 出場             | 得点             | 出場             | 得点             | 出場             | 得点             | 出場             | 得点             |
| 日本             | 日本             | 日本             | 日本             | リーグ戦         | リーグ戦         | リーグ杯         | リーグ杯         | 天皇杯           | 天皇杯           | 期間通算         | 期間通算         |
| ---------------- | ---------------- | ---------------- | ---------------- | ---------------- | ---------------- | ---------------- | ---------------- | ---------------- | ---------------- | ---------------- | ---------------- |
| 2022             | 中京大           | 14               | 他               | -                | -                | -                | -                | 1                | 1                | 1                | 1                |
| 2024             | 中京大           | 11               | 他               | -                | -                | -                | -                | 2                | 1                | 2                | 1                |
| 2024             | 大分             | 39               | J2               | 12               | 0                | 1                | 0                | -                | -                | 13               | 0                |
| 2025             | 大分             | 39               | J2               |                  |                  |                  |                  |                  |                  |                  |                  |
| 通算             | 日本             | 日本             | J2               | 12               | 0                | 1                | 0                | 0                | 0                | 13               | 0                |
| 通算             | 日本             | 日本             | 他               | -                | -                | -                | -                | 3                | 2                | 3                | 2                |
| 総通算           | 総通算           | 総通算           | 総通算           | 12               | 0                | 1                | 0                | 3                | 2                | 16               | 2                |

- 2023年 - 2024年は特別指定選手（2023年の公式戦出場は無し、背番号39）

出場歴
- Jリーグ初出場 - 2024年3月10日 J2第3節 藤枝MYFC戦（藤枝総合運動公園サッカー場）
- Jリーグ初得点 - 2025年2月16日 J2第1節 北海道コンサドーレ札幌戦（クラサスドーム大分）

## 代表・選抜歴

### 選抜歴
- 東海選抜
  - デンソーチャレンジカップ（2023年、2024年）